# ХичБот
ХичБОТ је робот који стопира а произведен је у Канади. Робота су направили Давид Харис Смит, са Универзитета Макмастер из Хамилтона и Фрауке Зелер са торонтског Универзитета.
Циљ хичБот експеримента је да робот путем стопирања пређе Канаду са истока на запад, од Халифакса у Новој Шкотској до Викторије у Британској Колумбији. Свој пут Робот је започео 27. јула 2014. године. Робот је опскрбљен ГПСом и има могућност да шаље слике са лица места и да комуницира са људима.
Зелер је такође направио робота уметничког критичара под називом културБОТ. 